# Nereis denhamensis
Nereis denhamensis är en ringmaskart som beskrevs av Augener 1913. Nereis denhamensis ingår i släktet Nereis och familjen Nereididae. Inga underarter finns listade i Catalogue of Life.